# Ludwig Walter
Ludwig Walter (Kaiserslautern, 2 november 1922 – 26 juli 1993) was een Duits voetballer en broer van Fritz en Ottmar, die beiden wereldkampioen werden met hun team in 1954.
Hij begon zijn carrière op achtjarige leeftijd in 1931 bij de nog jonge fusieclub 1. FC Kaiserslautern. Tijdens de Tweede Wereldoorlog werd hij krijgsgevangen genomen in Roemenië, waar hij verenigd werd met zijn broer Fritz. Een Russische legercommandant herkende Fritz Walter en zorgde ervoor dat hij en Ludwig niet naar Rusland getransporteerd werden. Nadat ze vrijgelaten werden keerden ze terug naar Kaiserslautern. Door een letsel dat hij tijdens de oorlog opgelopen had speelde hij echter niet veel wedstrijden meer in de Oberliga Südwest voor de club.  